# Karol Świetlik
Karol Świetlik (ur. 4 listopada 1924 w Sieteszy, zm. 14 września 2006) – polski lekarz okulista, oficer wojskowy.

## Życiorys
Urodził się 4 listopada 1924 w Sieteszy w rodzinie chłopskiej. Był synem Władysława i Ludwiki z domu Ryznar. Uczył się w Państwowym Gimnazjum im. Henryka Sienkiewicza w Łańcucie i do 1939 ukończył dwie klasy.
Po wybuchu II wojny światowej i nastaniu okupacji niemieckiej mieszkał w rodzinnym domu w Sieteszy. Od jesieni 1940 uczył się na tajnych kompletach. W grudniu 1940 w Sieteszy został zaprzysiężony do Związku Walki Zbrojnej i przyjął pseudonim „Znajomy”. Po przejściu przeszkolenia (1941/1942) został żołnierzem plutonu dywersyjnego. Po przekształceniu ZWZ od 1942 był żołnierzem Armii Krajowej. Brał udział w akcjach bojowych, dywersyjnych, likwidacyjnych w 1943, 1944, a w lipcu 1944 w działaniach skierowanych w wycofujące się oddziały niemieckie. Rozkazem Komendy AK z 31 lipca 1944 został zwolniony ze służby w stopniu kaprala-podchorążego.
Od września 1944 kontynuował naukę w Liceum Ogólnokształcącym w Łańcucie i w lipcu 1945 zdał egzamin dojrzałości. Od października tego roku studiował na Wydziale Lekarskim Uniwersytecie Jagiellońskim, które ukończył w 1951. W tym okresie należał do Związku Młodzieży Wiejskiej „Wici”, a potem do Związku Młodzieży Polskiej. W 1952 pracował w szpitalu w Rzeszowie. W kwietniu 1952 powołany do służby w Ludowym Wojsku Polskim i do czerwca 1957 służył jako starszy lekarz w jednostce wojskowej w Rzeszowie. Został zdemobilizowany w stopniu kapitana.
Po odejściu z armii pracował na oddziale okulistycznym szpitala w Rzeszowie i jako wojewódzki inspektor Służby Zdrowia Więziennictwa. W 1961 ukończył specjalizację w okulistyce i od tego czasu podjął pracę w Sanoku. Od 1964 do 1968 pełnił funkcję kierowniczą w Wydziale Zdrowia. 31 grudnia 1985 przeszedł na emeryturę.
Był kierownikiem poradni okulistycznej ZOZ w Sanoku. Od 1960 należał do PZPR. Od 1968 do 1976 dwa razy był sekretarzem POP, a od 1962 do 1978 był członkiem Egzekutywy. W 1966 został awansowany na stopień majora rezerwy. Od 1981 był członkiem Związku Bojowników o Wolność i Demokrację w Sanoku.
Zmarł 14 września 2006 i został pochowany na Cmentarzu Centralnym w Sanoku. jego żoną była Maria (1926--2011).

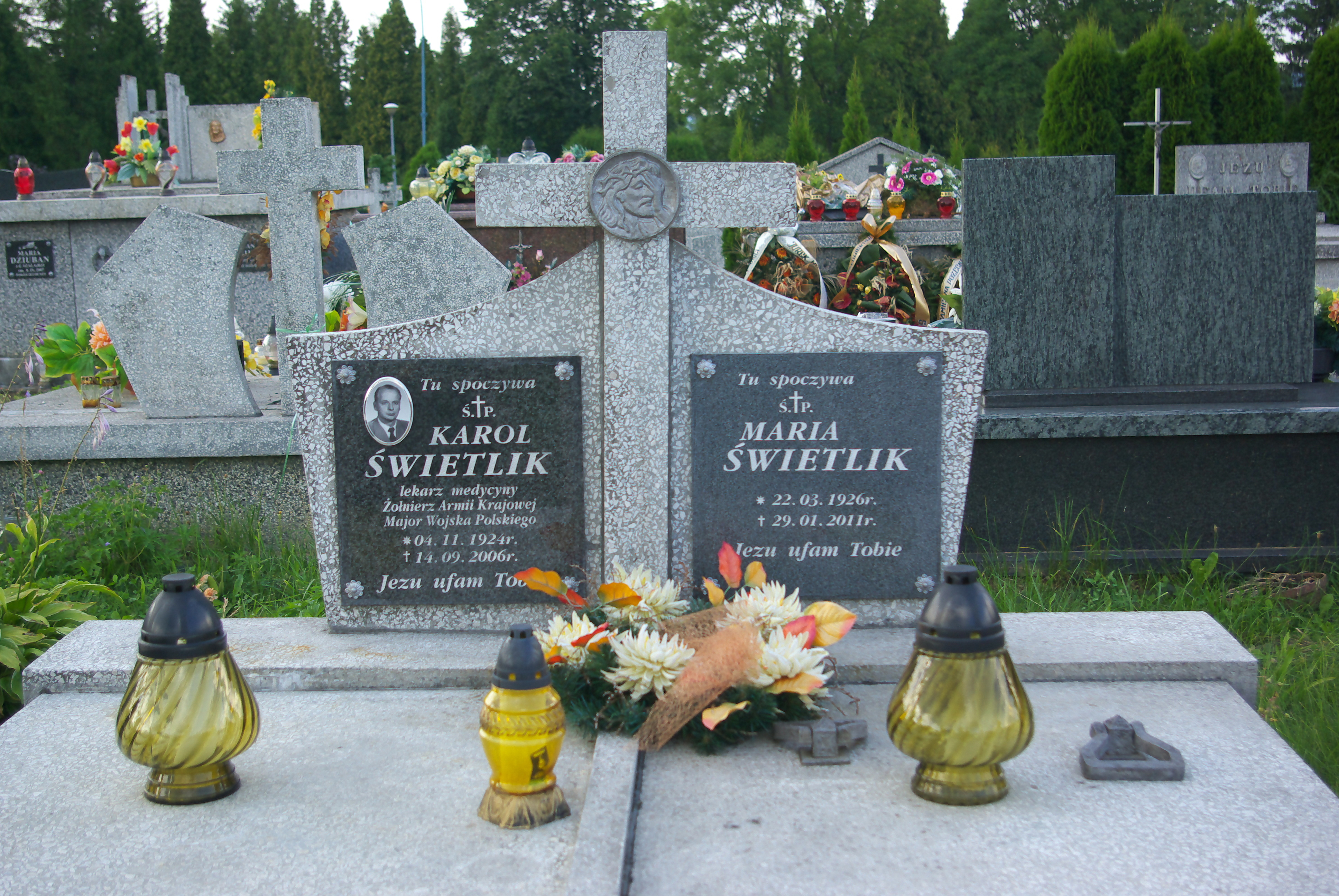
Grobowiec Karola i Marii Świetlików

## Odznaczenia
- Krzyż Kawalerski Orderu Odrodzenia Polski (1986)[22][23]
- Złoty Krzyż Zasługi (1975)[24][17]
- Medal 30-lecia Polski Ludowej (1974)[24]
- Medal 40-lecia Polski Ludowej (1984)[15].
- Odznaka honorowa „Za wzorową pracę w służbie zdrowia” (1964)[24]
- Odznaka „Zasłużony dla województwa rzeszowskiego” (1972)[24]
- Odznaka „Zasłużony dla województwa krośnieńskiego” (1985)[15]
- Srebrna odznaka Związku Zawodowego PSZ (1975)[24]
- Złota odznaka honorowa Polskiego Związku Niewidomych (1980)[15]